# Terence McKenna
Terence Kemp McKenna (ur. 16 listopada 1946, zm. 3 kwietnia 2000) – pisarz, filozof i etnobotanik. Autor licznych pseudonaukowych teorii: teorii pochodzenia gatunków i teorii nowości (ang. novelty theory), która zakłada, że czas jest falą fraktalną o zwiększającym się tempie odkryć, które skumulują się gwałtownie w roku 2012. Jego koncepcja ściśle wiąże się z kombinacją: psychodelików, filozofii gajanizmu i szamanizmu.

## Życiorys
Terence McKenna urodził i wychował się w małym, mocno religijnym miasteczku Paonia w zachodnim Kolorado. Już od najmłodszych lat, z powodu słabego wzroku, zmuszony był nosić dwuogniskowe okulary korekcyjne. Wada wzroku oraz niesportowa natura spowodowały, że większość dzieciństwa spędził samotnie. Wuj zainteresował go geologią, a samotne poszukiwanie skamielin na dnie wyschniętego strumienia w pobliżu domu stało się jego hobby.
McKenna po raz pierwszy zetknął się ze środkami halucynogennymi w książkach Aldousa Huxleya. Jego pierwszym bezpośrednim kontaktem z psychodelikami było spożycie dostępnych w handlu nasion powoju (morning glory). Jak sam twierdzi to doświadczenie nadało inny kierunek jego życiu.
Po ukończeniu szkoły średniej McKenna rozpoczął studia na Uniwersytecie Kalifornijskim w Berkeley. Przeniósł się do San Francisco latem 1967 r. (ang. The Summer Of Love) przed rozpoczęciem wykładów. To właśnie tam jego kolega z mieszkania naprzeciwko, Barry Melton, zapoznał go z marihuaną i LSD.
W 1969 r. Terence otrzymał dyplom licencjacki z Ekologii i Ochrony Przyrody z Tussman Experimental College, w ramach krótko trwającego projektu zrealizowanego na Uniwersytecie Berkeley. Lata po ukończeniu studiów licencjackich spędził na nauczaniu języka angielskiego w Japonii oraz podróżując przez Indie i północną Azję, gdzie jego głównymi zajęciami były przemyt haszyszu i zbieranie motyli dla firm komercyjnych.
Po śmierci matki w 1971 r. Terence, jego brat Dennis i trzech innych znajomych pojechali do Kolumbijskiej Amazonii w poszukiwaniu oo-koo-hé, wywaru roślinnego zawierającego DMT. W La Chorrera, po namowach brata, Terence wziął udział w psychodelicznym eksperymencie w trakcie którego, jak sam twierdzi, nawiązał kontakt z „Logosem” – informującym, objawionym głosem, który jak wierzy Terence był uniwersalnym głosem dla wizjonerskich doświadczeń religijnych. Objawiony głos nakazał mu zbadanie struktury wczesnej formy Yijing, co doprowadziło do stworzenia teorii nowości.
Przez większość lat 70. Terence mieszkał w skromnym podmiejskim domu, utrzymując się z realizacji przepisów pochodzących z książki „The Magic Mushroom Growers Guide”: hodowli i sprzedaży psylocybinowych grzybów. Jak sam mówił, obawiał się tego niebezpiecznego procederu z powodu możliwości poważnych konsekwencji prawnych spowodowanych walką rządu z narkotykami. Właśnie za handel narkotykami był kiedyś poszukiwany przez Interpol.
McKenna był znajomym Ralpha Abrahama, Ruperta ShelDrake’a, i Riane Eisler, uczestniczył z nimi we wspólnych warsztatach i sympozjach. Był przyjacielem Toma Robbinsa.
W późniejszych latach swojego życia stał się uosobieniem kontrkultury. Timothy Leary przedstawił go kiedyś jako „prawdziwego Tima Leary’ego”. Terence miał swój udział w powstaniu wielu psychodelicznych i goa trance albumów takich artystów jak The Shamen, Spacetime Continuum, Zuvuya i Shpongle, a fragmenty jego wykładów były i są wykorzystywane przez wielu innych twórców. W 1993 r. pojawił się jako mówca na Starwood Festival, co zostało udokumentowane w książce „Tripping” napisanej przez Charlesa Hayesa (jego wykład został wydany zarówno na kasecie, jak i płycie CD). Był bardzo utalentowanym mówcą podziwianym przez swoich fanów za elokwencję.
McKenna mówił o psychodelikach, wirtualnej rzeczywistości (w której upatrywał artystycznego sposobu przekazu psychodelicznych wizji), teorii ewolucji, pozaziemskich cywilizacjach, duchach przodków (lub tak jak to nazywał, kontaktujących się 'zmarłych’). Był zwolennikiem zażywania psychodelików we względnie ekstremalnie dużych dawkach (twierdząc że ci, którzy tylko próbowali psychodelików w małych dawkach nie zdołali dostrzec ich prawdziwego przesłania), szczególnie samotnie, w ciemności, bez muzyki i innych form stymulacji. Filozoficznie i religijnie podziwiał Marshalla McLuhana, Pierre’a Teilharda de Chardin, gnostyczne chrześcijaństwo i Jamesa Joyce’a (nazywając „Finnegans Wake” najlepszym literackim odwzorowaniem doświadczeń psychodelicznych). Sprzeciwiał się wszelkim formom zorganizowanych religii lub bazujących na guru formach duchowego przebudzenia. Wierzył, że DMT jest apoteozą psychodelicznych doświadczeń i mówił o 'mieniących się klejnotami, samodryblujących piłkach do koszykówki' lub 'samotransformujących się mechanicznych elfach', które spotykał w tym stanie świadomości. Chociaż unikał jakichkolwiek interpretacji (częściowe odrzucenie i monoteizmu, i monogamii), był otwarty na ideę psychodelików jako międzywymiarowej podróży, pozwalającej jednostce spotkać obce byty, duchy przodków i duchy Ziemi.
Razem z Kathleen Harrison (jego przyjaciółką i żoną od 17 lat) Terence był także współtwórcą Botanical Dimensions – niedochodowej, etnobotanicznej organizacji, której celem jest ochrona i utrzymanie przyrody na Hawajach, gdzie żył przez wiele lat przed śmiercią. Przed przeprowadzką na stałe na Hawaje McKenna mieszkał na Hawajach i w mieście Occidental w Redwood-studded Hills, Sonoma County w Kalifornii.
Terence zmarł w 2000 r. z powodu nowotworu mózgu. Miał 53 lata. Pozostawił po sobie dwójkę dzieci – syna Finna i córkę Kleę.

## „Stoned Ape” - teoria ewolucji człowieka
Być może najbardziej intrygującą z teorii i obserwacji Terence’a McKenny jest jego wytłumaczenie pochodzenia ludzkiego umysłu i kultury. McKenna teoretyzował, że w czasie kiedy północnoafrykańskie dżungle kurczyły się pod koniec ostatniej epoki lodowcowej, ustępując miejsca terenom trawiastym, zamieszkujące drzewa plemiona naszych prymitywnych przodków opuściły gałęzie i przeniosły swoje domostwa na otwarte przestrzenie.
Wśród nowych produktów stanowiących ich dietę wyróżnić można zawierające psylocybinę grzyby rosnące wśród odchodów pasących się tam zwierząt kopytnych. Psylocybina, która w małych dawkach prowadzi do zwiększenia aktywności wzrokowej, w trochę większych powoduje fizyczne pobudzenie seksualne, a w dużych dawkach halucynacje i glosolalię, dała ewolucyjną przewagę plemionom stosującym taką dietę. Zmian spowodowanych przez wprowadzenie tej substancji do diety naczelnych było wiele – McKenna teoretyzuje na przykład, że synestezja (rozmazywanie się granic pomiędzy zmysłami) powodowana przez psylocybinę doprowadziła do wykształcenia się języka mówionego: zdolności do formowania przez dźwięki wokalne obrazów w umysłach słuchaczy.
Około 12000 lat temu, dalsze zmiany klimatu powoli usunęły halucynogenne grzyby z diety naszych przodków, powodując szereg głębokich zmian w naszym gatunku, na przykład powrót do przed-grzybowej, brutalnej struktury społecznej, która wcześniej została zmodyfikowana i/lub powstrzymana przez częstą konsumpcję psylocybiny.
Nagrania na żywo z wykładów o teorii „Stoned Ape” można znaleźć na płycie 'Conversations on the Edge of Magic' (nagrane na żywo na festiwalu Starwood).

## Twórczość
- 1975 – The Invisible Landscape: Mind, Hallucinogens, and the I Ching (z Dennisem McKenną, Seabury Press) ISBN 0-8164-9249-2.
- 1976 – The Invisible Landscape (z Dennisem McKenną i Quinnem Taylor, Scribner) ISBN 0-8264-0122-8
- 1976 – Psilocybin – Magic Mushroom Grower's Guide (z Dennisem McKenną, pod pseudonimami OT Oss i ON Oeric, drugie wydanie 1986, And/Or Press) ISBN 0-915904-13-6
- 1992 – Psilocybin – Magic Mushroom Grower's Guide (z Dennisem McKenną, pod pseudonimami OT Oss i ON Oeric, Quick American Publishing Company; wydanie poprawione) ISBN 0-932551-06-8
- 1992 – The Archaic Revival (HarperSanFrancisco) ISBN 0-06-250613-7
- 1992 – Pokarm bogów (Food of the Gods: The Search for the Original Tree of Knowledge – A Radical History of Plants, Drugs, and Human Evolution) (wyd. polskojęzyczne: Okultura, 2007, ISBN 978-83-88922-13-8)
- 1992 – Synesthesia (z Timothym C. Elym, Granary Books) ISBN 1-887123-04-0
- 1992 – Trialogues at the Edge of the West: Chaos, Creativity, and the Resacralization of the World (z Ralphem H. Abrahamem, Rupertem Sheldrake i Jeanem Houstonem, Bear & Company Publishing) ISBN 0-939680-97-1
- 1993 – True Hallucinations: Being an Account of the Author’s Extraordinary Adventures in the Devil’s Paradise (HarperSanFrancisco) ISBN 0-06-250545-9
- 1994 – The Invisible Landscape (HarperSanFrancisco; reprint) ISBN 0-06-250635-8
- 1998 – True Hallucinations & the Archaic Revival: Tales and Speculations About the Mysteries of the Psychedelic Experience (Fine Communications/MJF Books, Hardbound) ISBN 1-56731-289-6
- 1998 – The Evolutionary Mind: Trialogues at the Edge of the Unthinkable (z Rupertem Sheldrake i Ralphem H. Abrahamem, Trialogue Press) ISBN 0-942344-13-8
- 1999 – Robert Venosa: Illuminatus (z Robertem Venosą, Ernstem Fuchsem, H.R. Gigerem, and Matim Klarweinem, Craftsman House) ISBN 90-5703-272-4
- 2001 – Chaos, Creativity, and Cosmic Consciousness (z Rupertem Sheldrake i Ralphem H. Abrahamem, Park Street Press; wydanie poprawione) ISBN 0-89281-977-4 (Revised edition of Trialogues at the Edge of the West)
- 2005 – The Evolutionary Mind: Trialogues on Science, Spirit & Psychedelics (Monkfish Book Publishing; wydanie poprawione) ISBN 0-9749359-7-2

## Prelekcje
- TechnoPagans at the End of History (transkrypcja rapu z Markiem Pesce; 1998)
- Psychedelics in the Age of Intelligent Machines (1999)
- Alien Dreamtime z Spacetime Continuum & Stephen Kent (City of Tribes, CD i Multi-Media Video)
- Conversations on the Edge of Magic (1993, CD i Kaseta)
- Rap-Dancing Into the Third Millenium (1993, Kaseta)
- Packing For the Long Strange Trip (1993, Kaseta)